# Erdősmecske
Erdősmecske  (1948-ig Rácmecske, németül Ratzmetschke, horvátul Mečka) község Baranya vármegyében, a Pécsváradi járásban.

## Fekvése
A Geresdi-dombság és a Keleti-Mecsek között fekszik, Pécsváradtól mintegy 7 kilométerre kelet-északkeletre.
A szomszédos települések: észak felől Ófalu, kelet felől Feked, dél felől Geresdlak, délnyugat felől Fazekasboda, nyugat felől Lovászhetény és Apátvarasd, északnyugat felől pedig Mecseknádasd. (A vasúton közlekedők a menetrendi adatok alapján Nagypallt hihették a falu nyugati szomszédjának, bár a két település nem határos egymással.)

### Megközelítése
A település ma csak közúton érhető el, Pécsvárad és Mohács, illetve az M6-os autópálya véméndi csomópontja felől egyaránt az 5606-os úton. Belterületét ez az út is elkerüli, oda csak az abból észak felé kiágazó 56 106-os számú mellékút vezet be.
A 2000-es évekbeli megszüntetéséig érintette a községet a Pécs–Bátaszék-vasútvonal is, melynek egy állomása is volt a határai közt, nem kis részben a falutól délre, már geresdlaki területen létesített gránitbányának köszönhetően. A vasútállomás az 5606-os út közelében létesült, közúti elérését – csakúgy, mint a gránitbányáét is – az 56 306-os számú mellékút biztosította.

## Története
A falu területét már Árpád-kori feljegyzések említik a pécsváradi bencés kolostor birtokai közt, de a 11. század elején még lakatlan.
Később magyarokkal települ be, de a török megszállás idején a falu elnéptelenedik. A helyükre szerbek (rácok) költöznek, ezért a település neve egészen 1948-ig Rácmecske volt.
Valójában a lakosság összetétele már jóval korábban jelentősen átalakult. A törökök kiűzése után a falu egyik részébe fuldai németek települtek. 1766-ban a németek építették itt az első templomot, ennek helyén áll az 1813-ban épült késő barokk templom, amelyet a Kisboldogasszonynak szenteltek.
A 19. században a szerb lakosság elfogyott, csak kis templomuk maradt utánuk.
A második világháborút követő időszak azonban újabb, tragikus változást hozott. A falu szinte minden német lakosát kitelepítették, a statisztikák szerint 250 embert. A helyükre székely családok költöztek.
A kitelepített németek közül ma sokan visszajárnak ide, több épületet megvásároltak ott, ahol valamikor saját házukat vették el tőlük kártérítés nélkül.
2001-ben lakosságának 21,2%-a vallotta magát német nemzetiségűnek.
A falu október harmadik vasárnapján rendezi Lukács-napi búcsúját, egyidőben a Pécsváradi Leányvásárral. Az innen elszármazottak kétévente egyszer találkoznak.

## Közélete

### Polgármesterei
- 1990–1994: Ifj. Keller János (független)[6]
- 1994–1998: Keller János (független)[7]
- 1998–2002: Keller János (független német kisebbségi)[8]
- 2002–2006: Keller János (független német kisebbségi)[9]
- 2006–2010: Keller János (független)[10]
- 2010–2012: Keller János (független)[11]
- 2012–2014: Benkovics Győzőné (független)[12]
- 2014–2019: Benkovics Sándor Győzőné (független)[13]
- 2019–2024: Benkovics Sándor Győzőné (független)[14]
- 2024– : Nánási Attila (független)[1]

A településen 2012. április 22-én időközi polgármester-választást (és képviselő-testületi választást) tartottak, az előző képviselő-testület önfeloszlatása miatt. A választáson a hivatalban lévő polgármester is elindult, de alulmaradt egyetlen kihívójával szemben.

## Népesség
A település népességének változása:
| Lakosok száma | 1050 | 716  | 621  | 425  | 388  | 371  | 362  | 314  | 304  | 302  |
|               | 1949 | 1970 | 1980 | 2001 | 2011 | 2014 | 2015 | 2021 | 2022 | 2024 |

A 2011-es népszámlálás során a lakosok 96,9%-a magyarnak, 0,5% bolgárnak, 0,5% cigánynak, 32,5% németnek, 0,3% szlováknak mondta magát (1,3% nem nyilatkozott; a kettős identitások miatt a végösszeg nagyobb lehet 100%-nál). A vallási megoszlás a következő volt: római katolikus 80,2%, református 2,6%, evangélikus 1,3%, felekezeten kívüli 7% (8,8% nem nyilatkozott).
2022-ben a lakosság 89,8%-a vallotta magát magyarnak, 28,6% németnek, 0,7% cigánynak, 2% egyéb, nem hazai nemzetiségűnek (7,6% nem nyilatkozott; a kettős identitások miatt a végösszeg nagyobb lehet 100%-nál). Vallásuk szerint 45,1% volt római katolikus, 1,3% református, 0,3% evangélikus, 0,7% egyéb keresztény, 2% egyéb katolikus, 14,8% felekezeten kívüli (35,9% nem válaszolt).

## Nevezetességei
Erdősmecske környéke az ország kevés számú gránitlelőhelyeinek egyike. Korábban a kőzetet a településtől délre fekvő bányában fejtették ki, majd vasúton szállították tovább Pécs illetve Bátaszék felé.
A település közelében, egy erdőben található a Dérvölgyi-forrás.

## Híres emberek
- Itt volt tanító Nagy Károly magyar származású amerikai szociológusprofesszor, akit az 1956-os forradalom idején, 22 éves korában a falu Forradalmi Nemzeti Tanácsának elnökévé választottak. 1956. november 13-án a megtorlás elől emigrált.[19]
- Horváth Mária rajzfilmrendező
- Kovács Antal református lelkész, 1848-as hadnagy
- Lutz Jakab labdarúgó